# Фильмография Тома Круза
Том Круз — американский актёр и продюсер. Роль в фильме «Рискованный бизнес» (1983) принесла ему первую номинацию на премию «Золотой глобус» за лучшую мужскую роль в мюзикле или комедии. В 1986 году Круз сыграл морского лётчика в боевике Тони Скотта «Лучший стрелок» (самый кассовый фильм того года), а также снялся с Полом Ньюманом в драме Мартина Скорсезе «Цвет денег». Два года спустя он сыграл вместе с Дастином Хоффманом в драме «Человек дождя» , удостоенной премии «Оскар» за лучший фильм (1988), а также снялся в романтической драме «Коктейль» (1988), отметившейся премией «Золотая малина» за худший фильм. При этом Круз стал первым человеком, который в одном году успел сняться в главных ролях в картине, номинированной на «Оскар» за лучший фильм, и в то же время в ленте, номинированной на «Золотую малину» за худший фильм. Следующей его киноработой была роль антивоенного активиста Рона Ковика в экранизации его одноимённых мемуаров «Рождённый четвёртого июля» (1989), за которую он был удостоен премии «Золотой глобус» за лучшую мужскую роль в драме.
В 1992 году Том Круз снялся вместе с Джеком Николсоном в юридической драме «Несколько хороших парней», экранизации одноимённой бродвейской пьесы, также написанной Аароном Соркиным. Затем Круз исполнил роль в фильме «Фирма» (1993), экранизации одноимённого юридического триллера Джона Гришэма, и в том же году дебютировал в качестве режиссёра, став автором эпизода телесериала-антологии «Падшие ангелы». В 1996 году Круз снялся в роли шпиона Итана Ханта в боевике «Миссия невыполнима» (1996), первом проекте его продюсерской компании Cruise/Wagner Productions, которую он основал вместе с Полой Вагнер в 1993 году. По состоянию на начало 2023 год Круз появился ещё в пяти фильмах франшизы «Миссия невыполнима»: «Миссия невыполнима 2» (2000), ««Миссия невыполнима III» (2006), «Миссия невыполнима — Протокол призраков» (2011), «Миссия невыполнима — Нация изгоев» (2015) и «Миссия невыполнима — Последствия» (2018). В 2023 и 2025 планируется выпуск ещё двух фильмов серии с участием актёра — «Миссия невыполнима: Смертельная расплата и «Миссия невыполнима: Финальная расплата».
В 1996 году Том Круз исполнил главную роль в комедийной драме Кэмерона Кроу «Джерри Магуайер», за которую был удостоен премии «Золотой глобус» за лучшую мужскую роль в мюзикле или комедии. В 1999 году он снялся в эротическом триллере Стэнли Кубрика «С широко закрытыми глазами» вместе со своей тогдашней женой Николь Кидман, а также в драме Пола Томаса Андерсона «Магнолия», за которую получил премию «Золотой глобус» лучшему актёру второго плана в кинофильме, а также был номинирован на премию «Оскар» за лучшую мужскую роль второго плана. Круз вновь снялся в фильме Кроу — в научно-фантастическом триллере «Ванильное небо» (2001), который принёс ему премию «Сатурн» лучшему киноактёру. В следующем году он исполнил роль в картине Стивена Спилберга «Особое мнение» (2002). В 2005 году Том Круз снова работал со Спилбергом в его фильме «Война миров» и получил в Лос-Анджелесе премию Стэнли Кубрика «Британия» за выдающиеся достижения в области кино от BAFTA. Три года спустя он появился в сатирической комедии-боевике «Солдаты неудачи» и сыграл офицера немецкой армии Клауса фон Штауффенберга в историческом триллере «Валькирия». В 2010 году Круз вновь снимался вместе со своей партнёршей по фильму «Ванильное небо» Кэмерон Диас в комедийном боевике «Рыцарь дня», а затем исполнил главную роль в боевике «Джек Ричер» (2012) и в его продолжении «Джек Ричер 2: Никогда не возвращайся» (2016). Следующими пунктами в его фильмографии стали картины «Обливион» (2013) и «Грань будущего» (2014), оба они относятся к жанру научной фантастики, к которому он таким образом вернулся. Три года спустя Том Круз сыграл контрабандиста наркотиков Барри Сила в комедийном боевике «Сделано в Америке» (2017). В 2022 году Круз снялся и продюсировал сиквел боевика «Топ Ган: Мэверик», который собрал более 1,4 миллиарда долларов и стал его самым кассовым фильмом.

## Кино
| Год  | Русское название                         | Оригинальное название                           | Роль                                | Примечания                                     | Ссылки        |
| ---- | ---------------------------------------- | ----------------------------------------------- | ----------------------------------- | ---------------------------------------------- | ------------- |
| 1981 | Бесконечная любовь                       | англ. Endless Love                              | Билли                               |                                                | [ 23 ]        |
| 1981 | Отбой                                    | англ. Taps                                      | кадет Дэвид Шон                     |                                                | [ 24 ]        |
| 1983 | Изгои                                    | англ. The Outsiders                             | Стив Рэндл                          |                                                | [ 25 ]        |
| 1983 | Теряя это                                | англ. Losin' It                                 | Вуди                                |                                                | [ 26 ]        |
| 1983 | Рискованный бизнес                       | англ. Risky Business                            | Джоэл Гудсон                        |                                                | [ 27 ]        |
| 1983 | Все верные ходы                          | англ. All the Right Moves                       | Стефан (Стеф) Джорджевич            |                                                | [ 28 ]        |
| 1985 | Легенда                                  | англ. Legend                                    | Джек                                |                                                | [ 29 ]        |
| 1986 | Лучший стрелок                           | англ. Top Gun                                   | лейтенант Пит «Мэверик» Митчелл     |                                                | [ 4 ]         |
| 1986 | Цвет денег                               | англ. The Color of Money                        | Винсент Лори                        |                                                | [ 30 ]        |
| 1988 | Коктейль                                 | англ. Cocktail                                  | Брайан Флэнеган                     |                                                | [ 31 ]        |
| 1988 | Человек дождя                            | англ. Rain Man                                  | Чарльз «Чарли» Бэббитт              |                                                | [ 32 ]        |
| 1989 | Рождённый четвёртого июля                | англ. Born on the Fourth of July                | Рон Ковик                           |                                                | [ 33 ]        |
| 1990 | Дни грома                                | англ. Days of Thunder                           | Коул Трикл                          | один из авторов сценария                       | [ 34 ] [ 35 ] |
| 1992 | Далеко-далеко                            | англ. Far and Away                              | Джозеф Доннелли                     |                                                | [ 36 ]        |
| 1992 | Несколько хороших парней                 | англ. A Few Good Men                            | лейтенант Дэниел Кэффи              |                                                | [ 7 ]         |
| 1993 | Фирма                                    | англ. The Firm                                  | Митч Макдир                         |                                                | [ 9 ]         |
| 1994 | Интервью с вампиром                      | англ. Interview with the Vampire                | Лестат де Лионкур                   |                                                | [ 37 ]        |
| 1996 | Миссия невыполнима                       | англ. Mission: Impossible                       | Итан Хант                           | также продюсер                                 | [ 38 ]        |
| 1996 | Джерри Магуайер                          | англ. Jerry Maguire                             | Джерри Магуайер, спортивный агент   |                                                | [ 39 ]        |
| 1998 | Без предела                              | англ. Without Limits                            | —                                   | только продюсер                                | [ 40 ]        |
| 1999 | С широко закрытыми глазами               | англ. Eyes Wide Shut                            | доктор Билл Харфорд                 |                                                | [ 41 ]        |
| 1999 | Магнолия                                 | англ. Magnolia                                  | Фрэнк Мэки                          |                                                | [ 42 ]        |
| 2000 | Миссия невыполнима 2                     | англ. Mission: Impossible 2                     | Итан Хант                           | также продюсер                                 | [ 43 ] [ 44 ] |
| 2001 | Стэнли Кубрик: Жизнь в кино              | англ. Stanley Kubrick: A Life in Pictures       | играет самого себя, рассказчик      | документальный фильм                           | [ 45 ]        |
| 2001 | Другие                                   | англ. The Others                                | —                                   | только исполнительный продюсер                 | [ 46 ]        |
| 2001 | Ванильное небо                           | англ. Vanilla Sky                               | Дэвид Эймс                          | также продюсер                                 | [ 47 ]        |
| 2002 | Космическая станция 3D                   | англ. Space Station 3D                          | рассказчик                          | документальный фильм                           | [ 48 ]        |
| 2002 | Особое мнение                            | англ. Minority Report                           | Джон Эндертон                       |                                                | [ 49 ]        |
| 2002 | Наркобарон                               | англ. Narc                                      | —                                   | только исполнительный продюсер                 | [ 50 ]        |
| 2003 | Афера Стивена Гласса                     | англ. Shattered Glass                           | —                                   | только исполнительный продюсер                 | [ 51 ]        |
| 2003 | Последний самурай                        | англ. The Last Samurai                          | капитан Нэйтан Олгрен               | также продюсер                                 | [ 52 ] [ 53 ] |
| 2004 | Соучастник                               | англ. Collateral                                | Винсент                             |                                                | [ 54 ]        |
| 2005 | Война миров                              | англ. War of the Worlds                         | Рэй Ферриер                         |                                                | [ 55 ]        |
| 2005 | Элизабеттаун                             | англ. Elizabethtown                             | —                                   | только продюсер                                | [ 56 ]        |
| 2006 | Спроси у пыли                            | англ. Ask the Dust                              | —                                   | только продюсер                                | [ 57 ]        |
| 2006 | Миссия невыполнима 3                     | англ. Mission: Impossible III                   | Итан Хант                           | также продюсер                                 | [ 58 ]        |
| 2007 | Львы для ягнят                           | англ. Lions for Lambs                           | Джаспер Ирвинг (сенатор)            |                                                | [ 59 ]        |
| 2008 | Солдаты неудачи                          | англ. Tropic Thunder                            | Лес Гроссман                        |                                                | [ 60 ]        |
| 2008 | Операция «Валькирия»                     | англ. Valkyrie                                  | полковник Клаус фон Штауффенберг    |                                                | [ 61 ]        |
| 2010 | Рыцарь дня                               | англ. Knight and Day                            | Рой Миллер                          |                                                | [ 62 ]        |
| 2011 | Миссия невыполнима: Протокол Фантом      | англ. Mission: Impossible — Ghost Protocol      | Итан Хант                           | также продюсер                                 | [ 63 ]        |
| 2012 | Рок на века                              | англ. Rock of Ages                              | Стейси Джексс                       | также один из исполнителей саундтрека к фильму | [ 64 ] [ 65 ] |
| 2012 | Джек Ричер                               | англ. Jack Reacher                              | Джек Ричер                          | также продюсер                                 | [ 66 ]        |
| 2013 | Обливион                                 | англ. Oblivion                                  | Джек Харпер / Техник 49 / Техник 52 |                                                | [ 67 ]        |
| 2014 | Грань будущего                           | англ. Edge of Tomorrow                          | майор/рядовой Уильям (Билл) Кейдж   |                                                | [ 68 ]        |
| 2015 | Миссия невыполнима: Племя изгоев         | англ. Mission: Impossible — Rogue Nation        | Итан Хант                           | также продюсер                                 | [ 69 ]        |
| 2016 | Джек Ричер 2: Никогда не возвращайся     | англ. Jack Reacher: Never Go Back               | Джек Ричер                          | также продюсер                                 | [ 70 ]        |
| 2017 | Мумия                                    | англ. The Mummy                                 | Ник Мортон                          |                                                | [ 71 ]        |
| 2017 | Сделано в Америке                        | англ. American Made                             | Барри Сил                           |                                                | [ 72 ]        |
| 2018 | Миссия невыполнима: Последствия          | англ. Mission: Impossible — Fallout             | Итан Хант                           | также продюсер                                 | [ 73 ] [ 74 ] |
| 2022 | Топ Ган: Мэверик                         | англ. Top Gun: Maverick                         | капитан Питер «Мэверик» Митчелл     | также продюсер                                 | [ 75 ]        |
| 2023 | Миссия невыполнима: Смертельная расплата | англ. Mission: Impossible – Dead Reckoning      | Итан Хант                           | также продюсер                                 | [ 76 ] [ 77 ] |
| 2025 | Миссия невыполнима: Финальная расплата   | англ. Mission: Impossible – The Final Reckoning | Итан Хант                           | также продюсер                                 | [ 76 ] [ 77 ] |

## Телевидение
| Год  | Заголовок                  | Роль                              | Примечания         | Ссылки                                                    |        |
| ---- | -------------------------- | --------------------------------- | ------------------ | --------------------------------------------------------- | ------ |
| 1993 | Падшие ангелы              | англ. Fallen Angels               | режиссёр           | эпизод «Пугающий Фраммис» (англ. The Frightening Frammis) | [ 10 ] |
| 2023 | Formula 1. Драйв выживания | англ. Formula 1: Drive to Survive | играет самого себя | эпизод «Отскочить назад» (англ. Bounce Back)              | [ 78 ] |